# Rockwell (tipografía)
Rockwell es un tipo de letra con serifa slab diseñada por Monotype Corporation y lanzada en 1934. El proyecto fue supervisado por el director de ingeniería de Monotype, Frank Hinman Pierpont.
Esta fuente se caracteriza por la presencia de una serifa en el vértice de la "A" mayúscula, mientras que la "a" minúscula tiene dos trazos. Debido a su trazo monogrueso (lo que significa que prácticamente no hay transición visible entre grueso y fino en los trazos, por lo que las formas de las letras siempre tienen el mismo grosor), Rockwell se utiliza principalmente para visualización o en tamaños pequeños, en lugar de usarse en el cuerpo de texto. Rockwell se basa en un diseño anterior más condensado y con serifa slab llamado Litho Antique, creado por Inland Type Foundry. 
Rockwell es una serifa slab "geométrica" con una composición monolínea, en la que todos los trazos parecen tener aproximadamente la misma anchura y la "O" mayúscula es aproximadamente circular. Esto le da una impresión similar a los diseños sin serifa más comunes de la época, como Akzidenz Grotesk, Franklin Gothic o Futura. Rockwell tiene influencias de un estilo de serifas slab geométricas que se popularizó entonces, entre las que destacan Memphis y Beton y, de forma menos afín, Stymie y City.
Rockwell ha seguido siendo popular y ha sido digitalizada, aunque por el momento no se ha digitalizado una versión sombreada. Bitstream ofrece una versión similar/clon de Rockwell, denominada "Geometric Slabserif 712". Vernon Adams diseñó el tipo de letra Rokkitt, inspirado en Rockwell.

## Usos
- El Libro de Récords Guinness utilizó Rockwell en algunas de sus ediciones de principios de la década de 1990.
- La Expo 86 utilizó Rockwell ampliamente para su señalización informativa.[9]
- Docklands Light Railway utilizó una versión en negrita de Rockwell a finales de la década de 1980 y principios de 1990.
- La editorial de poesía Tall Lighthouse también utiliza Rockwell en todos sus libros, así como en su sitio web.[10]
- La cadena estadounidense de comida rápida Arby's utiliza Rockwell para sus anuncios publicitarios, sobre todo en su eslogan "We Have The Meats" (en español, "Tenemos Las Carnes").